# Pedro Gallese
Pedro David Gallese Quiroz (Barranco, 23 de febrero de 1990) es un futbolista peruano que juega como guardameta y su equipo actual es el Orlando City Soccer Club de la Major League Soccer de los Estados Unidos y Canadá. Es internacional la selección de fútbol del Perú desde el 6 de agosto de 2014. Es el arquero con más presencias de la selección peruana.
Inició su carrera deportiva en la Universidad San Martin, debutando profesionalmente en el año 2007. Tras permanecer durante siete temporadas en el equipo santo, fue transferido al Juan Aurich, y tras dos años fue fichado por el club mexicano Tiburones Rojos, luego de tres años volvería a su país para jugar por el Club Alianza Lima, logrando obtener el Torneo Clausura. Gallese no renovaría con el equipo limeño y se iría al exterior para jugar con el Orlando City de la MLS.
Es titular de la selección peruana desde 2014, y el quinto jugador con más participaciones en la historia (105). Participó en cuatro ediciones de la Copa América y en una edición de la Copa Mundial de Fútbol, siendo su mejor resultado el subcampeonato obtenido en la Copa América 2019 y dos medallas de bronce en Argentina 2011 y Chile 2015.

## Biografía
Gallese nació en el barrio de Malambito, en el distrito limeño de Barranco, el 23 de febrero de 1990, hijo de Pedro Gallese Garrido y de Tatiana Quiroz. En diciembre de 2016 se casó con Claudia Díaz Solorzano, con quien tiene dos hijos, se separa para luego continuar relación con Lucero Jara, hija del entonces alcalde de La Perla, siendo ampayados saliendo del Hotel Wimbledon de San Miguel en el año 2019.

## Trayectoria

### Universidad San Martín y cesión a Atlético Minero
Se formó en la Academia Tito Drago y luego pasó al extinto club formativo Real Junior. Posteriormente, hizo todas las divisiones menores en la Universidad San Martín de Porres, donde fue promovido al plantel profesional para la temporada 2007. Debutó en la máxima categoría el 25 de junio de 2008 en la victoria por 4-0 ante el Atlético Minero, ese mismo año se coronó como campeón nacional compartiendo el puesto con Ricardo Farro y Leao Butrón. En 2009 fue cedido a este equipo y en 2010 retornó a San Martín donde fue campeón nacional del Campeonato Descentralizado 2010 atajando 2 partidos. Clasificó y jugó la Copa Sudamericana 2012. 

### Juan Aurich
Luego de sus buenas actuaciones en la Universidad San Martín hubo muchos equipos que lo tentaron pero el Juan Aurich se hizo de sus servicios en 2015, por su buena Copa Libertadores con el equipo chiclayano y con la selección peruana, hubo equipos como River Plate y San Lorenzo que querían contar con Gallese, pero él se quedó hasta 2016.

### Tiburones Rojos de Veracruz
El 19 de junio de 2016, Gallese se convierte en nuevo jugador de los Tiburones Rojos de Veracruz tras una destacada actuación en la Copa América Centenario con la selección peruana. Su llegada es de polémica dado que aparentemente existía un contrato con Tigres de la Universidad Autónoma de Nuevo León en donde tenía que reportarse en enero de 2017. Investigaciones posteriores demostraron que el Club Veracruz, había hecho las negociaciones con el equipo Juan Aurich dueño de los derechos federativos del jugador, motivando que el club peruano emitiera un desmentido en donde afirmaba que Gallese había sido vendido al Club Veracruz, desconociendo tratos con directivos de los Tigres. Finalmente todo terminó a como debía de haber sido.
Su debut se produce el 10 de julio de 2016 en la Supercopa MX 2016, perdiendo el partido frente a las Chivas de Guadalajara por un marcador de 2-0.

### Club Alianza Lima
El 24 de enero ficha por Alianza Lima por todo 2019 para la Copa Libertadores. Debuta en la segunda fecha ante Sporting Cristal perdiendo por 1-0 haciendo una buena actuación. en su segundo partido como titular le ataja un penal a  Germán Pacheco en la victoria ante la César Vallejo por 3-0. En el debut de Alianza Lima en la Copa Libertadores 2019, enfrenta a River Plate en el Estadio Nacional de Lima, Atajándole un penal a Rafael Santos Borré, partido que acabaría 1-1.

### Orlando City
El 12 de enero de 2020 tras mucho suspenso ficha por el Orlando City por las próximas dos temporadas con opción a renovar un año más. Debutó en la MLS el 29 de febrero en la fecha sabatina en el empate a cero ante el Real Salt Lake.

## Selección nacional

Gallese conformó la alineación titular del combinado que logró clasificar al mundial luego de 36 años.

Integró la lista de "Los Jotitas", seleccionado sub-17 que clasificó a la Copa Mundial de 2007 tras ocupar el cuarto lugar en el Campeonato Sudamericano realizado en Ecuador ese mismo año. Aunque no jugó ningún partido por ser el segundo arquero, el combinado inca fue animador del mundial siendo eliminado en cuartos de final frente a Ghana.
En 2015 fue convocado a la Copa América por Ricardo Gareca, torneo en que tuvo una participación destacable con la Selección de fútbol del Perú, gracias a su performance tuvo ofertas de clubes de Turquía, sin embargo, se terminó quedando en el Club Juan Aurich y así disputó las clasificatorias Conmebol para Rusia 2018 como primer arquero, sin embargo, tras una serie de malos resultados integró el famoso recambio generacional que incluyó una nueva lista con 7 jugadores de la liga peruana que para la Copa América Centenario 2016.

#### Copa América Centenario
En la Copa América Centenario tuvo destacada actuación, le anotaron 2 goles en 4 partidos y uno de esos partidos fue en la histórica victoria ante Brasil, donde salió elegido mejor jugador. En cuartos de final fueron eliminados ante Colombia por penales. Su buena actuación lo llevó a cerrar su pase con los Tiburones Rojos de Veracruz.

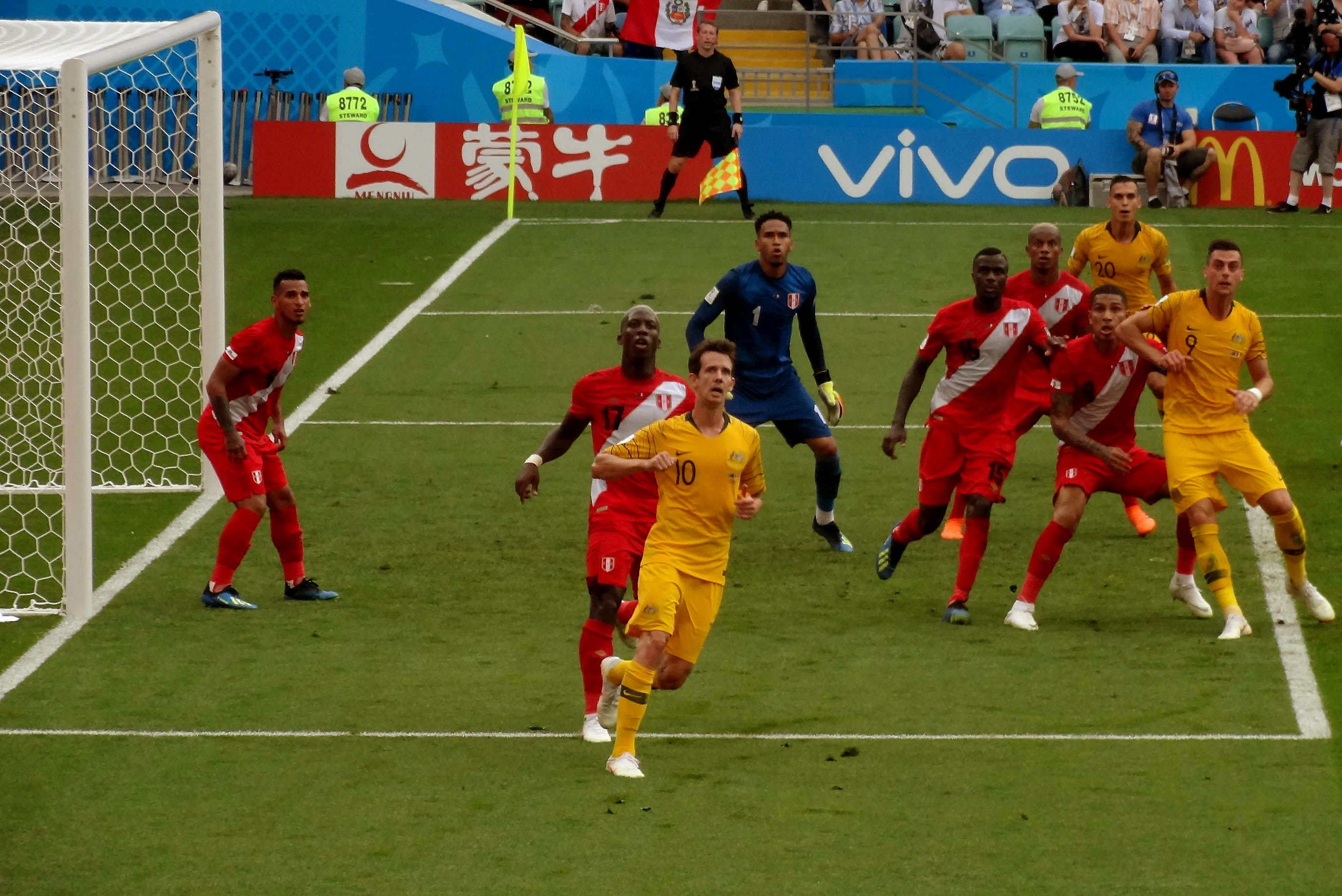
Gallese durante un partido contra en el Mundial Rusia 2018.

#### Mundial de Rusia 2018
El 5 de octubre de 2017, durante las eliminatorias del Mundial 2018 a celebrarse en Rusia, la Selección Nacional de Perú se presentaba a jugar contra  Argentina en donde tuvo un desempeño extraordinario, salvando su meta de goles inminentes de la artillería argentina comandada por Lionel Messi y compañía dejando en cero el marcador. Este punto prácticamente de oro, sirvió para que Perú jugara el repechaje contra  Nueva Zelanda, finalista de Oceanía y que con empate en Auckland y victoria 2-0 en Lima, Perú regresó a un mundial después de 36 años de estar ausente.
El 16 de mayo de 2018 el entrenador de la selección peruana, Ricardo Gareca, lo incluyó en la nómina preliminar de 24 jugadores convocados para la Copa Mundial de Fútbol de 2018. Fue confirmado en la lista definitiva de 23 jugadores el 4 de junio.
Fue el arquero titular de Perú en la Copa Mundial de Fútbol de 2018 y disputó los 3 partidos de la fase de grupos, quedando eliminado en la Primera Fase.
Y además el partido amistoso ante Colombia lo convirtió en el portero con más presentaciones de la Selección con 51 partidos superando a Oscar Ibáñez.

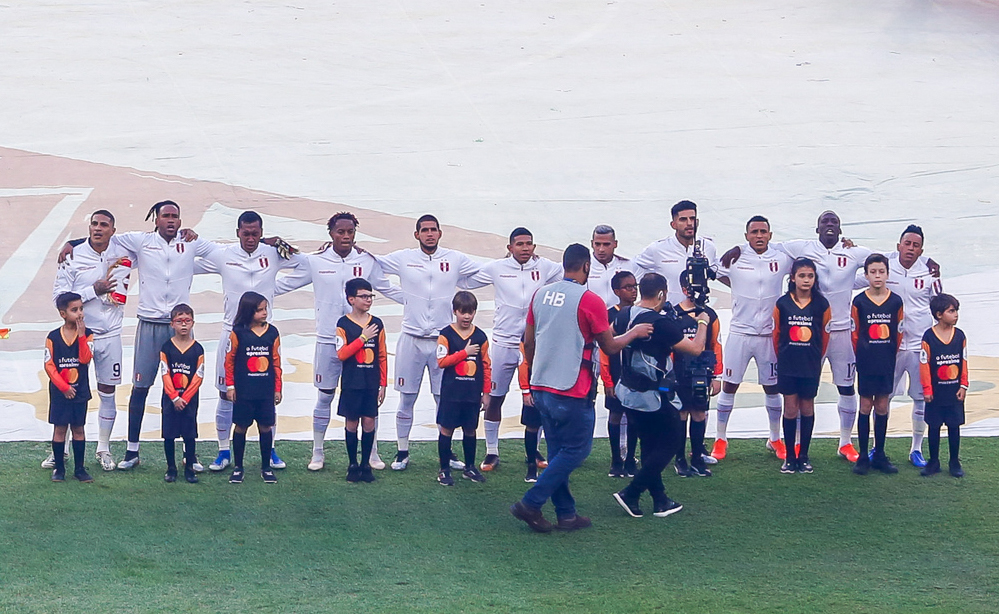
Gallese con el equipo titular en la final de la Copa América 2019

#### Copa América 2019
Uno de los pilares de la selección de Perú para llegar a la final de la Copa América 2019 ha sido Pedro Gallese. La selección incaica tuvo un comienzo discreto, alternando buenas actuaciones (como el 3:1 contra Bolivia) con malas, como el 0:5 contra Brasil, no obstante terminó como "mejor tercero" y accedió a cuartos de final, donde empató 0:0 con Uruguay definiendo por penales. En esta última instancia Gallese pudo atajarle el penal al uruguayo Luis Suárez, siendo el héroe de la jornada ya que el resto de la tanda dejó afuera a Uruguay.
A renglón seguido Perú tuvo un encuentro épico con Chile en la semifinal, imponiéndose por 3-0. El arquero de Perú tuvo una actuación soñada para mantener su valla invicta ante el vigente bicampeón de América y ayudar a su equipo a clasificar a la final.  Tuvo grandes intervenciones, como un mano a mano con Eduardo Vargas en el que se mostró muy firme y un disparo de Alexis Sánchez que repeló con una fenomenal estirada hacia su derecha. A esa altura ya era una de las figuras del partido, pero aún quedaba más- cuando el partido moría, coronó su brillante actuación con un penal atajado a Eduardo Vargas, quien había intentado picar la pelota a lo Panenka en tiempo de descuento. Gallese esperó hasta último momento antes de tomar una decisión y eso le permitió detener el disparo del goleador chileno. Después, Perú perdió 3-1 contra Brasil en la final.
Gallese jugaría las eliminatorias de Qatar 2022, donde sería clave tras numerosas atajadas, sobre todo el penal atajado a Darwin Machís que le dio el triunfo a la Bicolor por 2-1, finalmente, en el repechaje contra Australia donde se definiría por penales, Gallese atajaría el primer penal pero lamentablemente Perú perdió en tanda de penales.

### Partidos con la selección mayor de Perú
| PJ   | Fecha                   | Ciudad               | Oponente             | Resultado | Competición                                                     |
| ---- | ----------------------- | -------------------- | -------------------- | --------- | --------------------------------------------------------------- |
| 1.   | 07-08-2014              | Lima                 | Panamá               | 3–0       | Amistoso                                                        |
| 2.   | 04-09-2014              | Dubái                | Irak                 | 0–2       | Amistoso                                                        |
| 3.   | 15-10-2014              | Lima                 | Guatemala            | 1–0       | Amistoso                                                        |
| 4.   | 15-11-2014              | Asunción             | Paraguay             | 2–1       | Amistoso                                                        |
| 5.   | 19-11-2014              | Lima                 | Paraguay             | 2–1       | Amistoso                                                        |
| 6.   | 01-04-2015              | Florida              | Venezuela            | 0–1       | Amistoso                                                        |
| 7.   | 03-06-2015              | Lima                 | México               | 1–1       | Amistoso                                                        |
| 8.   | 14-06-2015              | Temuco               | Brasil               | 2–1       | Copa América 2015                                               |
| 9.   | 19-06-2015              | Valparaíso           | Venezuela            | 0–1       | Copa América 2015                                               |
| 10.  | 21-06-2015              | Temuco               | Colombia             | 0–0       | Copa América 2015                                               |
| 11.  | 26-06-2015              | Temuco               | Bolivia              | 1–3       | Copa América 2015                                               |
| 12.  | 30-06-2015              | Santiago             | Chile                | 2–1       | Copa América 2015                                               |
| 13.  | 04-07-2015              | Concepción           | Paraguay             | 0–2       | Copa América 2015                                               |
| 14.  | 05-09-2015              | Washington           | Estados Unidos       | 2–1       | Amistoso                                                        |
| 15.  | 09-09-2015              | New Jersey           | Colombia             | 1–1       | Amistoso                                                        |
| 16.  | 08-10-2015              | Barranquilla         | Colombia             | 2–0       | Eliminatorias Mundial 2018                                      |
| 17.  | 13-10-2015              | Lima                 | Chile                | 4–3       | Eliminatorias Mundial 2018                                      |
| 18.  | 24-03-2016              | Lima                 | Venezuela            | 2–2       | Eliminatorias Mundial 2018                                      |
| 19.  | 29-03-2016              | Montevideo           | Uruguay              | 1–0       | Eliminatorias Mundial 2018                                      |
| 20.  | 23-05-2016              | Lima                 | Trinidad y Tobago    | 4–0       | Amistoso                                                        |
| 21.  | 04-06-2016              | Washington           | Haití                | 1–0       | Copa América 2016                                               |
| 22.  | 08-06-2016              | Phoenix              | Ecuador              | 2–2       | Copa América 2016                                               |
| 23.  | 12-06-2016              | Massachusetts        | Brasil               | 0–1       | Copa América 2016                                               |
| 24.  | 17-06-2016              | New Jersey           | Colombia             | 0–0       | Copa América 2016                                               |
| 25.  | 30-08-2016              | La Paz               | Bolivia              | 2–0       | Eliminatorias Mundial 2018                                      |
| 26.  | 06-09-2016              | Lima                 | Ecuador              | 2–1       | Eliminatorias Mundial 2018                                      |
| 27.  | 06-10-2016              | Lima                 | Argentina            | 2–2       | Eliminatorias Mundial 2018                                      |
| 28.  | 11-10-2016              | Santiago             | Chile                | 2–1       | Eliminatorias Mundial 2018                                      |
| 29.  | 10-11-2016              | Asunción             | Paraguay             | 1–4       | Eliminatorias Mundial 2018                                      |
| 30.  | 14-11-2016              | Lima                 | Brasil               | 0–2       | Eliminatorias Mundial 2018                                      |
| 31.  | 23-03-2017              | Maturin              | Venezuela            | 2–2       | Eliminatorias Mundial 2018                                      |
| 32.  | 28-03-2017              | Lima                 | Uruguay              | 2–1       | Eliminatorias Mundial 2018                                      |
| 33.  | 08-06-2017              | Trujillo             | Paraguay             | 1–0       | Amistoso                                                        |
| 34.  | 05-10-2017              | Buenos Aires         | Argentina            | 0–0       | Eliminatorias Mundial 2018                                      |
| 35.  | 10-10-2017              | Lima                 | Colombia             | 1–1       | Eliminatorias Mundial 2018                                      |
| 36.  | 10-11-2017              | Wellington           | Nueva Zelanda        | 0–0       | Repesca para la Copa Mundial 2018                               |
| 37.  | 15-11-2017              | Lima                 | Nueva Zelanda        | 2–0       | Repesca para la Copa Mundial 2018                               |
| 38.  | 03-06-2018              | San Galo             | Arabia Saudita       | 0–3       | Amistoso                                                        |
| 39.  | 09-06-2018              | Gotemburgo           | Suecia               | 0–0       | Amistoso                                                        |
| 40.  | 16-06-2018              | Saransk              | Dinamarca            | 0–1       | Copa Mundial Rusia 2018                                         |
| 41.  | 21-06-2018              | Ekaterimburgo        | Francia              | 1–0       | Copa Mundial Rusia 2018                                         |
| 42.  | 26-06-2018              | Sochi                | Australia            | 0–2       | Copa Mundial Rusia 2018                                         |
| 43.  | 06-09-2018              | Ámsterdam            | Países Bajos         | 2–1       | Amistoso                                                        |
| 44.  | 09-09-2018              | Sinsheim             | Alemania             | 2–1       | Amistoso                                                        |
| 45.  | 12-10-2018              | Florida              | Chile                | 3–0       | Amistoso                                                        |
| 46.  | 15 de noviembre de 2018 | Lima                 | Ecuador              | 0–2       | Amistoso                                                        |
| 47.  | 20 de noviembre de 2018 | Arequipa             | Costa Rica           | 2–3       | Amistoso                                                        |
| 48.  | 22 de marzo de 2019     | Nueva Jersey         | Paraguay             | 1–0       | Amistoso                                                        |
| 49.  | 26-03-2019              | Washington D. C.     | El Salvador          | 0–2       | Amistoso                                                        |
| 50.  | 05-06-2019              | Lima                 | Costa Rica           | 1–0       | Amistoso                                                        |
| 51.  | 09-06-2019              | Lima                 | Colombia             | 0–3       | Amistoso                                                        |
| 52.  | 15-06-2019              | Porto Alegre         | Venezuela            | 0–0       | Copa América 2019                                               |
| 53.  | 18-06-2019              | Río de Janeiro       | Bolivia              | 1–3       | Copa América 2019                                               |
| 54.  | 22-06-2019              | São Paulo            | Brasil               | 0-5       | Copa América 2019                                               |
| 55.  | 29-06-2019              | Salvador             | Uruguay              | 0–0       | Copa América 2019                                               |
| 56.  | 03-07-2019              | Porto Alegre         | Chile                | 3–0       | Copa América 2019                                               |
| 57.  | 07-07-2019              | Río de Janeiro       | Brasil               | 3-1       | Copa América 2019                                               |
| 58.  | 05-09-2019              | Nueva Jersey         | Ecuador              | 0-1       | Amistoso                                                        |
| 59.  | 10-09-2019              | Los Ángeles          | Brasil               | 1–0       | Amistoso                                                        |
| 60.  | 11-10-2019              | Montevideo           | Uruguay              | 1-0       | Amistoso                                                        |
| 61.  | 15-10-2019              | Lima                 | Uruguay              | 1-1       | Amistoso                                                        |
| 62.  | 15-11-2019              | Florida              | Colombia             | 0-1       | Amistoso                                                        |
| 63.  | 08-10-2020              | Asunción             | Paraguay             | 2-2       | Eliminatorias Mundial 2022                                      |
| 64.  | 13-10-2020              | Lima                 | Brasil               | 2-4       | Eliminatorias Mundial 2022                                      |
| 65.  | 13-11-2020              | Santiago             | Chile                | 2-0       | Eliminatorias Mundial 2022                                      |
| 66.  | 17-11-2020              | Lima                 | Argentina            | 0-2       | Eliminatorias Mundial 2022                                      |
| 67.  | 03-06-2021              | Lima                 | Colombia             | 0-3       | Eliminatorias Mundial 2022                                      |
| 68.  | 08-06-2021              | Quito                | Ecuador              | 1-2       | Eliminatorias Mundial 2022                                      |
| 69.  | 17-06-2021              | Río de Janeiro       | Brasil               | 4-0       | Copa América 2021                                               |
| 70.  | 20-06-2021              | Goiânia              | Colombia             | 1-2       | Copa América 2021                                               |
| 71.  | 23-06-2021              | Goiânia              | Ecuador              | 2-2       | Copa América 2021                                               |
| 72.  | 27-06-2021              | Brasilia             | Venezuela            | 0-1       | Copa América 2021                                               |
| 73.  | 02-07-2021              | Goiânia              | Paraguay             | 3-3       | Copa América 2021                                               |
| 74.  | 05-07-2021              | Río de Janeiro       | Brasil               | 1-0       | Copa América 2021                                               |
| 75.  | 09-07-2021              | Brasilia             | Colombia             | 3-2       | Copa América 2021                                               |
| 76.  | 02-09-2021              | Lima                 | Uruguay              | 1-1       | Eliminatorias Mundial 2022                                      |
| 77.  | 05-09-2021              | Lima                 | Venezuela            | 1-0       | Eliminatorias Mundial 2022                                      |
| 78.  | 09-09-2021              | Recife               | Brasil               | 2-0       | Eliminatorias Mundial 2022                                      |
| 79.  | 07-10-2021              | Lima                 | Chile                | 2-0       | Eliminatorias Mundial 2022                                      |
| 80.  | 10-10-2021              | La Paz               | Bolivia              | 1-0       | Eliminatorias Mundial 2022                                      |
| 81.  | 14-10-2021              | Buenos Aires         | Argentina            | 1-0       | Eliminatorias Mundial 2022                                      |
| 82.  | 11-11-2021              | Lima                 | Bolivia              | 3-0       | Eliminatorias Mundial 2022                                      |
| 83.  | 16-11-2021              | Caracas              | Venezuela            | 1-2       | Eliminatorias Mundial 2022                                      |
| 84.  | 16-01-2022              | Lima                 | Panamá               | 1-1       | Amistoso                                                        |
| 85.  | 20-01-2022              | Lima                 | Jamaica              | 3-0       | Amistoso                                                        |
| 86.  | 28-01-2022              | Barranquilla         | Colombia             | 0-1       | Eliminatorias Mundial 2022                                      |
| 87.  | 01-02-2022              | Lima                 | Ecuador              | 1-1       | Eliminatorias Mundial 2022                                      |
| 88.  | 24-03-2022              | Montevideo           | Uruguay              | 1-0       | Eliminatorias Mundial 2022                                      |
| 89.  | 29-03-2022              | Lima                 | Paraguay             | 2-0       | Eliminatorias Mundial 2022                                      |
| 90.  | 05-06-2022              | Barcelona            | Nueva Zelanda        | 1-0       | Amistoso                                                        |
| 91.  | 13-06-2022              | Rayán                | Australia            | 0-0       | Repesca Intercontinental para la Copa Mundial de Fútbol de 2022 |
| 92.  | 24-09-2022              | Pasadena             | México               | 1-0       | Amistoso                                                        |
| 93.  | 16-11-2022              | Lima                 | Paraguay             | 1-0       | Amistoso                                                        |
| 94.  | 25-03-2023              | Mainz                | Alemania             | 2-0       | Amistoso                                                        |
| 95.  | 28-03-2023              | Madrid               | Marruecos            | 0–0       | Amistoso                                                        |
| 96.  | 16-06-2023              | Busan                | Corea del Sur        | 0–1       | Amistoso                                                        |
| 97.  | 20-06-2023              | Osaka                | Japón                | 4-1       | Amistoso                                                        |
| 98.  | 07-09-2023              | Ciudad del Este      | Paraguay             | 0-0       | Eliminatorias Mundial 2026                                      |
| 99.  | 12-09-2023              | Lima                 | Brasil               | 0-1       | Eliminatorias Mundial 2026                                      |
| 100. | 12-10-2023              | Santiago             | Chile                | 2-0       | Eliminatorias Mundial 2026                                      |
| 101. | 17-10-2023              | Lima                 | Argentina            | 0-2       | Eliminatorias Mundial 2026                                      |
| 102. | 16-11-2023              | La Paz               | Bolivia              | 2-0       | Eliminatorias Mundial 2026                                      |
| 103. | 21-11-2023              | Lima                 | Venezuela            | 1-1       | Eliminatorias Mundial 2026                                      |
| 104. | 26-03-2024              | Lima                 | República Dominicana | 4-1       | Amistoso                                                        |
| 105. | 07-06-2024              | Lima                 | Paraguay             | 0-0       | Amistoso                                                        |
| 106. | 14-06-2024              | Filadelfia           | El Salvador          | 0-1       | Amistoso                                                        |
| 107. | 21-06-2024              | Arlington            | Chile                | 0-0       | Copa América 2024                                               |
| 108. | 25-06-2024              | Kansas City (Kansas) | Canadá               | 0-1       | Copa América 2024                                               |
| 109. | 29-06-2024              | Miami Gardens        | Argentina            | 2-0       | Copa América 2024                                               |
| 110. | 06-09-2024              | Lima                 | Colombia             | 1-1       | Eliminatorias Mundial 2026                                      |
| 111. | 10-09-2024              | Quito                | Ecuador              | 1-0       | Eliminatorias Mundial 2026                                      |
| 112. | 11-10-2024              | Lima                 | Uruguay              | 1-0       | Eliminatorias Mundial 2026                                      |
| 113. | 15-10-2024              | Brasilia             | Brasil               | 4-0       | Eliminatorias Mundial 2026                                      |
| 114. | 19-11-2024              | Buenos Aires         | Argentina            | 1-0       | Eliminatorias Mundial 2026                                      |

l

### Participaciones en Copas del Mundo
| Torneo            | Sede  | Resultado      | Partidos | Goles | VI |
| ----------------- | ----- | -------------- | -------- | ----- | -- |
| Copa Mundial 2018 | Rusia | Fase de grupos | 3        | -2    | 1  |

### Participaciones en Copas América
| Torneo                  | Sede           | Resultado        | Partidos | Goles | VI |
| ----------------------- | -------------- | ---------------- | -------- | ----- | -- |
| Copa América 2015       | Chile          | Tercer lugar     | 6        | -5    | 3  |
| Copa América Centenario | Estados Unidos | Cuartos de final | 4        | -2    | 3  |
| Copa América 2019       | Brasil         | Subcampeón       | 6        | -9    | 3  |
| Copa América 2021       | Brasil         | Cuarto Lugar     | 7        | -14   | 1  |
| Copa América 2024       | Estados Unidos | Fase de grupos   | 3        | -3    | 1  |
| Total                   | Total          | Total            | 24       | -33   | 10 |

### Participaciones en Clasificatorias a Copas del Mundo
| Eliminatorias                 | Sede            | Resultado  | Partidos | G. en contra | Valla Invicta |
| ----------------------------- | --------------- | ---------- | -------- | ------------ | ------------- |
| Eliminatorias Mundial de 2018 | América del Sur | 5.º lugar  | 14       | -23          | 1             |
| Eliminatorias Mundial de 2022 | América del Sur | 5.º lugar  | 18       | -22          | 5             |
| Eliminatorias Mundial de 2026 | América del Sur | En Disputa | 12       | -15          | 1             |
| Total                         | Total           | Total      | 44       | -60          | 7             |

## Estadísticas

### Clubes
Actualizado el 18 de marzo de 2023.
| Universidad de San Martín · Perú | 1.ª           | 2008          | 1            | 0            | 1            | Inexistentes | Inexistentes | Inexistentes | Inexistentes | Inexistentes | Inexistentes | 1   | 0   | 1  |
| Universidad de San Martín · Perú | 1.ª           | 2010          | 2            | 1            | 1            | Inexistentes | Inexistentes | Inexistentes | Inexistentes | Inexistentes | Inexistentes | 2   | 1   | 1  |
| Universidad de San Martín · Perú | 1.ª           | 2011          | Inexistentes | Inexistentes | Inexistentes | 2            | 1            | 1            | Inexistentes | Inexistentes | Inexistentes | 2   | 1   | 1  |
| Universidad de San Martín · Perú | 1.ª           | 2012          | 4            | 3            | 2            | Inexistentes | Inexistentes | Inexistentes | Inexistentes | Inexistentes | Inexistentes | 4   | 3   | 2  |
| Universidad de San Martín · Perú | 1.ª           | 2013          | 13           | 14           | 4            | Inexistentes | Inexistentes | Inexistentes | Inexistentes | Inexistentes | Inexistentes | 13  | 14  | 4  |
| Universidad de San Martín · Perú | 1.ª           | 2014          | 29           | 39           | 5            | 12           | 17           | 4            | Inexistentes | Inexistentes | Inexistentes | 41  | 56  | 9  |
| Universidad de San Martín · Perú | Total         | Total         | 49           | 57           | 13           | 14           | 18           | 5            | 0            | 0            | 0            | 63  | 75  | 18 |
| Atlético Minero · Perú | 2.ª           | 2009          | 16           | 20           | 5            | Inexistentes | Inexistentes | Inexistentes | Inexistentes | Inexistentes | Inexistentes | 16  | 20  | 5  |
| Atlético Minero · Perú | Total         | Total         | 16           | 20           | 5            | 0            | 0            | 0            | 0            | 0            | 0            | 16  | 20  | 5  |
| Juan Aurich · Perú | 1.ª           | 2015          | 30           | 40           | 10           | 7            | 9            | 1            | 6            | 11           | 1            | 43  | 60  | 12 |
| Juan Aurich · Perú | 1.ª           | 2016          | 15           | 18           | 5            | Inexistentes | Inexistentes | Inexistentes | Inexistentes | Inexistentes | Inexistentes | 15  | 18  | 5  |
| Juan Aurich · Perú | Total         | Total         | 45           | 58           | 15           | 7            | 9            | 1            | 6            | 11           | 1            | 58  | 78  | 17 |
| Veracruz · México | 1.ª           | 2016-17       | 23           | 43           | 4            | 4            | 6            | 0            | Inexistentes | Inexistentes | Inexistentes | 27  | 49  | 4  |
| Veracruz · México | 1.ª           | 2017-18       | 15           | 19           | 4            | Inexistentes | Inexistentes | Inexistentes | Inexistentes | Inexistentes | Inexistentes | 15  | 19  | 4  |
| Veracruz · México | 1.ª           | 2018-19       | 13           | 31           | 2            | Inexistentes | Inexistentes | Inexistentes | Inexistentes | Inexistentes | Inexistentes | 13  | 31  | 2  |
| Veracruz · México | Total         | Total         | 51           | 93           | 10           | 4            | 6            | 0            | 0            | 0            | 0            | 55  | 97  | 10 |
| Alianza Lima · Perú | 1.ª           | 2019          | 26           | 39           | 4            | Inexistentes | Inexistentes | Inexistentes | 6            | 12           | 0            | 32  | 51  | 4  |
| Alianza Lima · Perú | Total         | Total         | 26           | 39           | 4            | 0            | 0            | 0            | 6            | 12           | 0            | 32  | 51  | 4  |
| Orlando City Estados Unidos | 1.ª           | 2020          | 24           | 25           | 4            | Inexistentes | Inexistentes | Inexistentes | Inexistentes | Inexistentes | Inexistentes | 24  | 25  | 4  |
| Orlando City Estados Unidos | 1.ª           | 2021          | 23           | 33           | 7            | 1            | 1            | 0            | Inexistentes | Inexistentes | Inexistentes | 24  | 34  | 7  |
| Orlando City Estados Unidos | 1.ª           | 2022          | 33           | 48           | 9            | 3            | 2            | 1            | Inexistentes | Inexistentes | Inexistentes | 36  | 50  | 10 |
| Orlando City Estados Unidos | 1.ª           | 2023          | 33           | 35           | 12           | 3            | 6            | 0            | 2            | 1            | 1            | 38  | 42  | 13 |
| Orlando City Estados Unidos | 1.ª           | 2024          | 22           | 30           | 6            | Inexistentes | Inexistentes | Inexistentes | 3            | 2            | 1            | 25  | 32  | 7  |
| Orlando City Estados Unidos | Total         | Total         | 115          | 146          | 33           | 7            | 9            | 1            | 4            | 1            | 3            | 125 | 156 | 38 |
| Total carrera | Total carrera | Total carrera | 302          | 413          | 80           | 32           | 42           | 7            | 16           | 24           | 4            | 348 | 477 | 91 |
| (1) Incluye datos de la Torneo del Inca /Torneo Intermedio (2011-2015)/ Copa México/Supercopa de México/Juego de las Estrellas de la Major League Soccer (2021)/Lamar Hunt U.S. Open Cup (2) Incluye datos de la Copa Libertadores/Liga de Campeones de la Concacaf/Leagues Cup |               |               |              |              |              |              |              |              |              |              |              |     |     |    |

### Selección peruana
- Actualizado el 10 de septiembre de 2024.

| Selección                                                                          | Temporada     | Amistosos | Amistosos | Amistosos | Sudamérica(1) | Sudamérica(1) | Sudamérica(1) | Mundial | Mundial | Mundial | Total | Total | Total |
| Selección                                                                          | Temporada     | Part.     | GR        | VI        | Part.         | GR            | VI            | Part.   | GR      | VI      | Part. | GR    | VI    |
| ---------------------------------------------------------------------------------- | ------------- | --------- | --------- | --------- | ------------- | ------------- | ------------- | ------- | ------- | ------- | ----- | ----- | ----- |
| Sub-17 · Perú                                                                      | 2007          | 2         | 5         | 0         | —             | —             | —             | —       | —       | —       | 2     | 5     | 0     |
| Sub-17 · Perú                                                                      | Total         | 2         | 5         | 0         | 0             | 0             | 0             | 0       | 0       | 0       | 2     | 5     | 0     |
| Adulta · Perú                                                                      | 2014          | 5         | 3         | 3         | —             | —             | —             | —       | —       | —       | 5     | 3     | 3     |
| Adulta · Perú                                                                      | 2015          | 4         | 5         | 0         | 8             | 11            | 3             | —       | —       | —       | 12    | 16    | 3     |
| Adulta · Perú                                                                      | 2016          | 1         | 0         | 1         | 12            | 13            | 4             | —       | —       | —       | 13    | 13    | 5     |
| Adulta · Perú                                                                      | 2017          | 1         | 0         | 1         | 6             | 4             | 3             | —       | —       | —       | 7     | 4     | 4     |
| Adulta · Perú                                                                      | 2018          | 7         | 9         | 3         | —             | —             | —             | 3       | 2       | 1       | 10    | 11    | 4     |
| Adulta · Perú                                                                      | 2019          | 9         | 9         | 3         | 6             | 9             | 3             | —       | —       | —       | 15    | 18    | 6     |
| Adulta · Perú                                                                      | 2020          | —         | —         | —         | 4             | 10            | 0             | —       | —       | —       | 4     | 10    | 0     |
| Adulta · Perú                                                                      | 2021          | —         | —         | —         | 17            | 24            | 4             | —       | —       | —       | 17    | 24    | 4     |
| Adulta · Perú                                                                      | 2022          | 5         | 2         | 3         | 5             | 2             | 3             | —       | —       | —       | 10    | 4     | 6     |
| Adulta · Perú                                                                      | 2023          | 4         | 6         | 2         | 6             | 8             | 1             | —       | —       | —       | 10    | 14    | 3     |
| Adulta · Perú                                                                      | 2024          | 3         | 1         | 2         | 5             | 5             | 1             | —       | —       | —       | 8     | 6     | 3     |
| Adulta · Perú                                                                      | Total         | 39        | 35        | 19        | 69            | 86            | 22            | 3       | 2       | 1       | 111   | 101   | 36    |
| Total carrera                                                                      | Total carrera | 41        | 41        | 19        | 69            | 86            | 22            | 3       | 2       | 1       | 113   | 106   | 42    |
| (1) Incluye los partidos del Copa América / Clasificatorias Sudamericanas (2015-). |               |           |           |           |               |               |               |         |         |         |       |       |       |

### Penales atajados
| 1  | 18 de julio de 2009      | Sport Boys - Atlético Minero             | 2 - 1 | Waldir Sáenz       | Estadio Miguel Grau, Callao                | Segunda División Peruana 2009                                    |
| 2  | 1 de mayo de 2010        | San Martín - Alianza Atlético            | 4 - 0 | Johnny Vegas       | Estadio Alberto Gallardo, Lima             | Campeonato Descentralizado 2010                                  |
| 3  | 29 de febrero de 2014    | FBC Melgar - San Martín                  | 2 - 0 | Bernardo Cuesta    | Estadio Monumental de la UNSA, Arequipa    | Torneo del Inca 2014                                             |
| 3  | 26 de julio de 2014      | San Martín - Alianza Atlético            | 3 - 0 | Johan Sotil        | Estadio Miguel Grau, Callao                | Campeonato Descentralizado 2014                                  |
| 4  | 7 de agosto de 2014      | Perú - Panamá                            | 3 - 0 | Harold Cummings    | Estadio Nacional del Perú, Lima            | Amistoso                                                         |
| 5  | 24 de agosto de 2014     | San Martín - Juan Aurich                 | 2 - 2 | Edgard Balbuena    | Estadio Alberto Gallardo, Lima             | Campeonato Descentralizado 2014                                  |
| 6  | 21 de octubre de 2015    | Juan Aurich - Universitario              | 1 - 1 | Maximiliano Giusti | Estadio César Flores Marigorda, Lambayeque | Campeonato Descentralizado 2015                                  |
| 7  | 20 de octubre de 2018    | Atlas - Tiburones Rojos de Veracruz      | 4 - 3 | Jefferson Duque    | Estadio Jalisco, Jalisco                   | Torneo Apertura 2018 (México)                                    |
| 8  | 3 de marzo de 2019       | Alianza Lima - Universidad César Vallejo | 3 - 1 | Germán Pacheco     | Estadio Alejandro Villanueva, Lima         | Liga 1 2019                                                      |
| 9  | 7 de marzo de 2019       | Alianza Lima - River Plate               | 1 - 1 | Rafael Borré       | Estadio Nacional del Perú, Lima            | Copa Libertadores 2019                                           |
| 10 | 22 de junio de 2019      | Brasil - Perú                            | 5 - 0 | Gabriel Jesus      | Neo Química Arena, São Paulo               | Copa América 2019                                                |
| 11 | 4 de julio de 2019       | Perú - Chile                             | 3 - 0 | Eduardo Vargas     | Arena do Grêmio, Porto Alegre              | Copa América 2019                                                |
| 12 | 19 de septiembre de 2020 | Orlando City - Chicago Fire FC           | 4 - 1 | Álvaro Medrán      | Inter&Co Stadium, Orlando                  | Major League Soccer 2020                                         |
| 13 | 29 de septiembre de 2021 | Nashville SC - Orlando City              | 2 -2  | Hany Mukhtar       | Nissan Stadium, Nashville                  | Major League Soccer 2021                                         |
| 14 | 16 de noviembre de 2021  | Venezuela - Perú                         | 1 - 2 | Darwin Machís      | Estadio Olímpico de la UCV, Caracas        | Clasificación de Conmebol para la Copa Mundial de Fútbol de 2022 |
| 15 | 20 de septiembre de 2023 | New York City FC - Orlando City          | 2 - 0 | Santiago Rodríguez | Yankee Stadium, Nueva York                 | Major League Soccer 2023                                         |
| 16 | 11 de mayo de 2024       | Philadelphia Union - Orlando City        | 2 - 3 | Dániel Gazdag      | Subaru Park, Pensilvania                   | Major League Soccer 2024                                         |
| 17 | 26 de julio de 2024      | Orlando City - CF Montréal               | 4 - 1 | Josef Martínez     | Inter&Co Stadium, Orlando                  | Leagues Cup 2024                                                 |
| 18 | 19 de octubre de 2024    | Orlando City - Atlanta United            | 1 - 2 | Alekséi Miranchuk  | Inter&Co Stadium, Orlando                  | Major League Soccer 2024                                         |

## Palmarés

### Torneos cortos
| Título          | Club                      | País | Año  |
| --------------- | ------------------------- | ---- | ---- |
| Torneo Clausura | Universidad de San Martín | Perú | 2008 |
| Torneo Clausura | Alianza Lima              | Perú | 2019 |

### Títulos nacionales
| Título                    | Club                      | País           | Año  |
| ------------------------- | ------------------------- | -------------- | ---- |
| Primera División del Perú | Universidad de San Martín | Perú           | 2007 |
| Primera División del Perú | Universidad de San Martín | Perú           | 2008 |
| Primera División del Perú | Universidad de San Martín | Perú           | 2010 |
| U. S. Open Cup            | Orlando City S. C.        | Estados Unidos | 2022 |

### Distinciones individuales
| Distinción | Año  |
| --- | ---- |
| Incluido en el equipo ideal del Campeonato Descentralizado                                                          | 2014 |
| Mejor portero del fútbol peruano                                                                                    | 2014 |
| Incluido en el equipo ideal del Torneo del Inca                                                                     | 2015 |
| Incluido en el equipo ideal del Campeonato Descentralizado                                                          | 2015 |
| Mejor jugador del partido contra Brasil en la Copa América                                                          | 2016 |
| Mejor jugador de la jornada 17 de la Clasificación de Conmebol para la Copa Mundial de Fútbol de 2018 según la FIFA | 2017 |
| Incluido en el equipo ideal en la fase de grupos de la Copa América 2019                                            | 2019 |
| Arquero con más partidos disputados en la historia de la selección de fútbol de Perú                                | 2019 |
| Arquero con más atajadas (21) de la Copa América 2019                                                               | 2019 |
| Mejor jugador del año 2020 del Orlando City                                                                         | 2020 |
| Arquero con más atajadas (30) de la Copa América 2021                                                               | 2021 |
| Incluido dentro de los 28 jugadores seleccionados para disputar el Juego de las Estrellas de la MLS                 | 2021 |
| Mastercard Man of the Match del Partido Perú – Chile de la Copa América 2019                                        | 2019 |
| Mejor jugador del partido contra Uruguay en la Copa América                                                         | 2021 |
| Nominado a mejor portero del mundo según la IFFHS                                                                   | 2021 |
| Club de los 100 de la FIFA                                                                                          | 2023 |
| Nominado a Mejor Portero del año de la Major League Soccer                                                          | 2023 |